# Policía Federal de Caminos
La Policía Federal de Caminos fue un cuerpo de policía administrativa encargada de proteger las vías terrestres federales de comunicación de México. Se creó por acuerdo del presidente Abelardo L. Rodríguez en febrero de 1931  y desapareció al incorporarse durante 1999 a la Policía Federal Preventiva.

## Historia

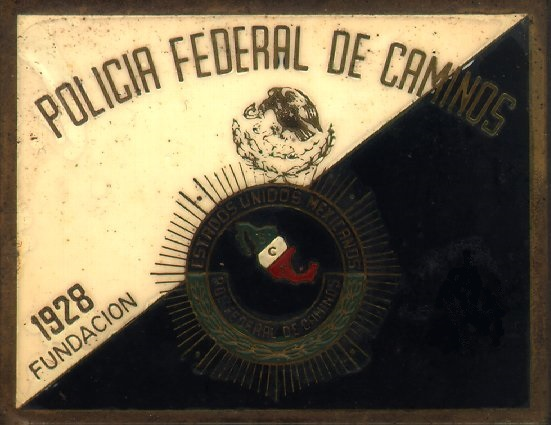
Placa de la fundación de la Policia Federal de Caminos.

El presidente Plutarco Elías Calles creó el 1 de junio de 1928 el 1.er Escuadrón de Agentes Vigilantes de la Oficina de Tránsito, dependiente del Departamento de Caminos de la entonces Secretaría de Comunicaciones y Obras Públicas (SCOP), con el fin de vigilar los caminos del país y permitir el funcionamiento de la Comisión Nacional de Caminos fundado en 1925. Este escuadrón funcionó apenas siete meses. No obstante, la Comisión Nacional de Caminos, necesitada de este cuerpo de vigilantes, creó en abril de 1929 un nuevo cuerpo de agentes vigilantes.
En febrero de 1931 se decretó la creación de la Policía Federal de Caminos (PFC) por acuerdo del presidente Abelardo L. Rodríguez, dependiente de Oficina de Comunicaciones Terrestres de la SCOP, la cual se constituyó con los agentes vigilantes de la Comisión Nacional de Caminos.
El 30 de diciembre de 1939 el presidente Lázaro Cárdenas dispuso que la PFC fue militarizada y se incorporara a la 1.ª Reserva como milicia auxiliar del Ejército Mexicano, aunque después recobró su estatus civil bajo la SCOP y la nueva Secretaría de Comunicaciones y Transportes (SCT) que la sustituyó.
En 1979 la Dirección General de la Policía Federal de Caminos se convirtió en un órgano desconcentrado de la SCT, con lo que tuvo las herramientas necesarias para manejar su propio presupuesto al margen del de la Secretaría. Por ello, se vio favorecida para su crecimiento que le permitió obtener reconocimientos internacionales por su calidad.
En 1991 la PFC cambió su denominación a Policía Federal de Caminos y Puertos al aumentar sus atribuciones y su jurisdicción a los puertos, playas, riveras de ríos, lagos y presas, cambio que duró poco ya que a finales de 1993 se le retiraron estas funciones.
La Policía Federal de Caminos en 1999 se convirtió en la base principal para la conformación de la Policía Federal Preventiva, para después desaparecer crearse en 2009 la Policía Federal dependiente de la Comisión Nacional de Seguridad a su vez de la Secretaria de Gobernación.
La Policía Federal Preventiva en sus inicios fue conformada por varias dependencias de seguridad entre ellas la Policía Federal de Caminos, por elementos del Instituto Nacional de Migración, así como de un grupo muy grande la Policía militar de le Secretaria de la Defensa Nacional, por lo que respecta a los mandos de la recién creada Policía Federal Preventiva en 1999 fueron en su totalidad provenientes de la Secretaria de Marina-Armada de México quienes estuvieron por mucho tiempo comisionados en el hoy desaparecido CISEN-Centro Nacional de Seguridad, como lo fueron el entonces Contralmirante Wilfrido Robledo Madrid quien fungió en el Primer Comisionado de la PFP, El Contralmirante Medina Muro, entre otros, cabe señalar que la extinta Policía Federal de Caminos solo quedó reducida a una división y que sus mandos no ocuparan cargos de relevancia durante la función de la PFP.
En el año de 1953 se fundó el primer instituto formativo de la Policía Federal de Caminos, en las instalaciones de la entonces Secretaría de Comunicaciones y Obras Públicas (SCOP), ubicada en las avenidas Xola y Eje Central de Ciudad de México.
Debido al creciente número de integrantes, en 1986 se hizo evidente la necesidad de contar con una nueva sede , por lo que a través de la gestión del entonces Comandante de Region P.F.C. Miguel Naya Guerrero se logró que el Gobierno del Estado de San Luis Potosí donara 25 hectáreas del Parque Tangamanga II para construir una nueva escuela.
El presidente de la República, Lic. Miguel de la Madrid y el entonces gobernador Leopoldino Ortíz Santos colocaron en 1987 la primera piedra de la nueva casa educativa de la Policía Federal de Caminos de México en la ciudad de San Luis Potosí.
La “Escuela Profesional de la Policía Federal de Caminos” inició actividades el 1 de julio de 1994; su primera generación de suboficiales egresó en el mes de agosto de 1995, tras un año de estudios.
Como parte de la evolución institucional de la Policía Federal de Caminos de México, en el año de 1999 el Centro Educativo cambió su nombre a “Centro de Formación Policial de la Policía Federal Preventiva” e incluyó a mujeres como cadetes por primera ocasión.
La que inicialmente fuera la Escuela Profesional de la Policía Federal de Caminos (1928-1999) se convirtió en la Academia Superior de la Policía Federal que se suma a la búsqueda e intercambio del conocimiento, no solo como un recinto de formación inicial policial, sino como un centro de profesionalización y actualización permanente, tanto para las y los policías federales como para integrantes de organizaciones policiales hermanas. 

La Policía Federal de Caminos logró formar 46 Generaciones donde la Generación XLIII fue la primera en sistema de internado en la ciudad de San Luis Potosí, cuyas instalaciones son actualmente utilizadas por la Guardia Nacional de México. La Generación XLIII (43) inicio su formación en la ciudad de México D.F. en mayo de 1994 en la instalaciones generales ubicadas en Calzada de las Bombas, concluyendo su formación en diciembre de 1995 egresando 302 cadetes.